# Зигмунт Глогер
Зи́гмунт Гло́гер, або Зигмунд Ґлоґер (пол. Zygmunt Gloger; 3 листопада 1845, Кам'янці — 16 серпня 1910, Варшава) — польський науковий і освітній діяч нового часу. Етнограф, фольклорист, краєзнавець, археолог, історик. Представник німецького шляхетського роду Глогер герба Прус ІІ. Уродженець Підляшшя. Організатор і перший голова Польського краєзнавчого товариства у Варшаві. Автор «Старопольської ілюстрованої енциклопедії», а також близько 800 наукових праць і статей. Вживав псевдоніми: Прус, Прусак, Циган Северин, Едмунд Заренба, Гречкосій, Казимир Прусський, Підляшчанин, Земянин та інші.

## Біографія

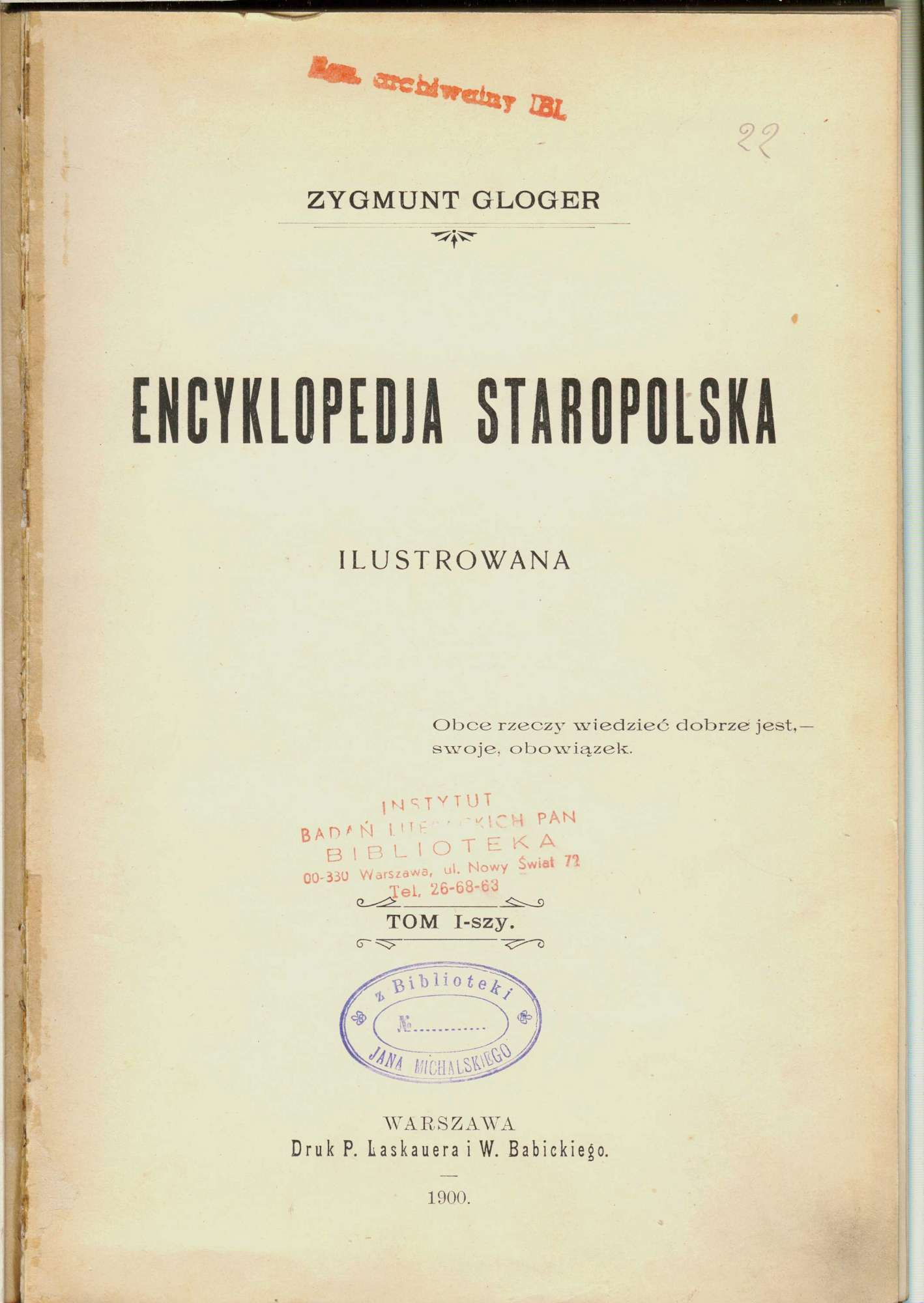
Титульний аркуш Енциклопедії Глогера

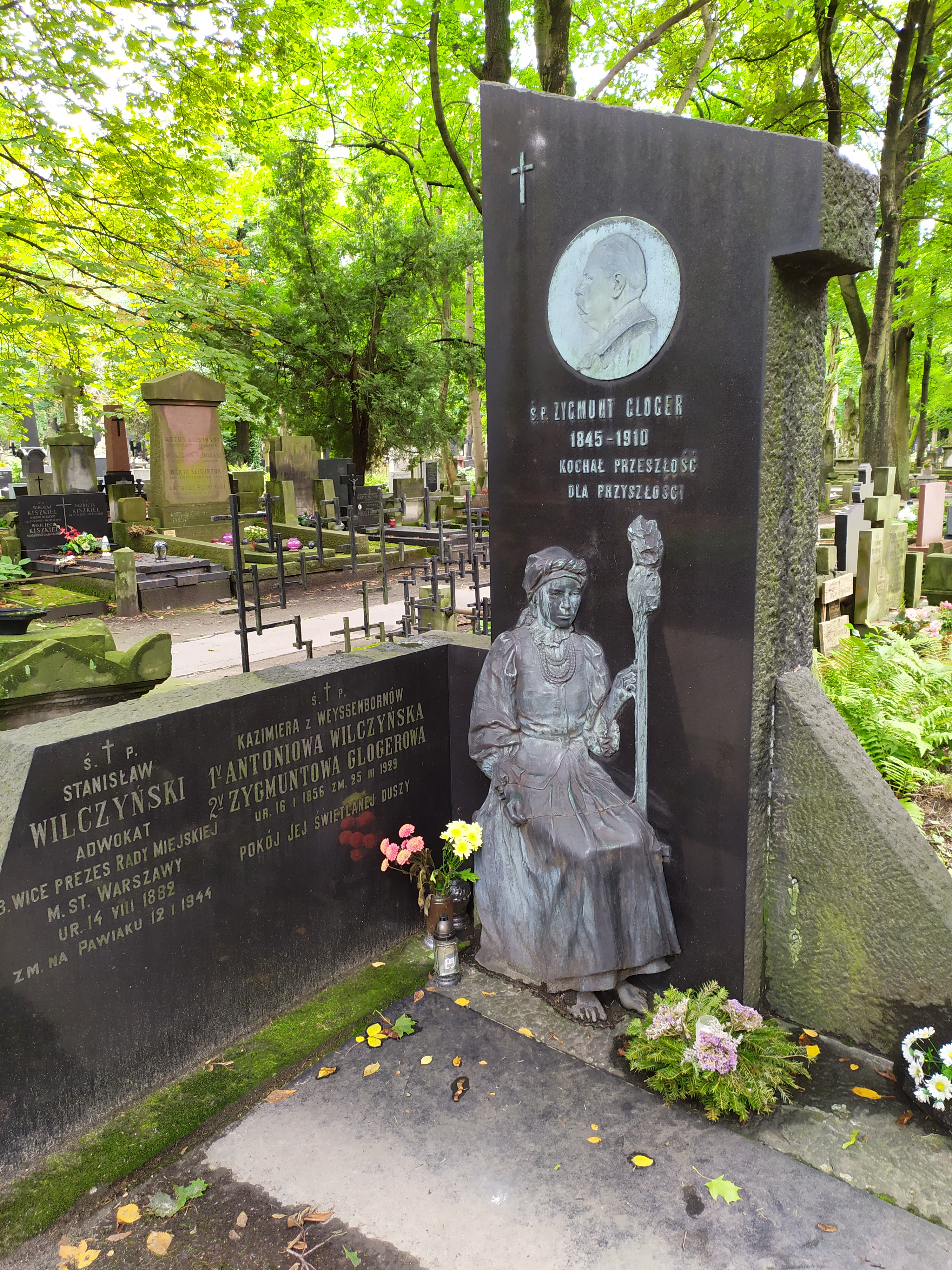
Надгробок Глогера у Варшаві

Зигмунт Глогер народився 3 листопада 1845 року на Підляшші, в Кам'янці Ломжинського повіту Августовської губернії Російської імперії (тепер — Високомазовецький повіт Підляське воєводство).
З 1858 року він навчався у Варшавській школі, а 1867 року закінчив Варшавську головну школу. На наступний 1868 рік поступив на історико-археологічне відділення Ягеллонського університету. У польській столиці він перебував під опікою двох істориків — Юліана Бартошевича та Йосипа Крашевського, які справили великий вплив на формування зацікавлень молодого Глогера.
1867 року Зигмунт розпочав співпрацю із виданням «Варшавська Бібліотека», де видав етнографічні праці (Kilka słów o podaniach z okolic Tykocina; Kupalnocka. Stary zwyczaj palenia Sobotek pod nazwą Kupalnocki). Наступного 1868 року він поступив до Краківського університету, де студіював історію та археологію. Там Глогер познайомився із Вінцентом Полем та Оскарем Кольбергом, які заохочували його до історико-етнографічних досліджень. Молодий вчений трактував етнографію як одну зі спеціальних історичних дисциплін, широко використовував в дослідженнях історико-порівняльний метод. Досліджував звичаї поляків, литовців та українців Підляшшя.
1872 року Зигмунт став мешкати в родинному маєтку в Єжеві Білостоцького повіту. Там він зібрав велику бібліотеку, а також створив архів старовинних документів та археологічну колекцію. Глогер контактував практично з усіма науковцями-гуманітаріям свого часу. Він проводив етнографічні та археологічні експедиції на всіх землях колишньої Речі Посполитої, був активістом у галузі аграрної освіти. Зигмунт був членом Історичної комісії Академії знань в Кракові, радником комітету Кредитного земського товариства у Варшаві, а також першим президентом Польського краєзнавчого товариства.
1883 року Зигмунт одружився із Олександрою Єльською, з білоруського шляхетського роду.
Головною працею життя Глогера стала його «Старопольська ілюстрована енциклопедія» в 4-х томах, видана в 1900–1903 роках. Вона є одним із цінних класичних творів з історії польських старожитностей. Енциклопедія містить втрачені на сьогодні історичні джерела. Гаслом видання було: «Знати чужі речі то добре, а свої — обов'язок».
Серед важливих етнографічних праць Глогера: «Стародавні думи і пісні» (1877, Starodawne dumy i pieśni), «Байки і повісті» (1879, Baśnie i powieści), «Народні пісні» (1892, Pieśni ludu), «Польський рік в житті, традиції та пісні» (1900, Rok polski w życiu, tradycji i pieśni). Поміж важливих краєзнавчих праць є збірник ескізів «Долинами річок» (Dolinami rzek), з передмовою Елізи Ожешко; серед історичних — «Історична географія земель давньої Польщі» (1903, Geografia historyczna ziem dawnej Polski). Остання робота започаткувала широкі розвідки в галузі польської історичної географії.
Останню частину свого життя Глогер провів у Варшаві (тоді — у Царстві Польському Російської імперії), де й помер 16 серпня 1910 року. Свою унікальну колекцію, яку він збирав 40 років, вчений заповів Етнографічному товариству, Краєзнавчому товариству, Товариству громадських бібліотек у Варшаві, а також Музею промисловості та сільського господарства. Поховали Глогера на Повонзківському цвинтарі у Варшаві.

## Праці
Глогер є автором близько 800 праць і статей. Серед них найважливішими є такі:
- Obchody weselne (1869)
- Skarbczyk (1885)
- Pieśni ludu (1892)
- Księga rzeczy polskich (1896)
- Rok polski w życiu, tradycji i pieśni (1900)
- Encyklopedia staropolska ilustrowana (1900—1903)
- Geografia historyczna ziem dawnej Polski (1903)